# Lernbehinderung
Der Begriff der Lernbehinderung existiert im englischsprachigen Raum seit 1948 mit dem ICD-6-WHO als „specific learning defect“ (reading) (mathematics) (strephosymbolia) und wurde unter dem Begriff „Lernstörungen“ (369 Psychoneurosen und Persönlichkeitsstörungen anderer und n.n. bez. Art) 1951 in den ICD-6 Deutsche Ausgabe aufgenommen. In den darauffolgenden ICD's deutscher Ausgabe (ICD-7 „Lernstörungen höheren Grades (nicht organischen Ursprungs)“ (ab 1958), ICD-8 „Spezifische Lernstörung“ Ost, „Spezielle Lernstörungen“ West (ab 1968), ICD-9 „Lese-Rechtschreibschwäche / spezifische Rechenschwäche / Sonstige spezifische Lernschwierigkeiten“ Ost (ab 1979)) wurde dies immer genauer beschrieben bis zum aktuellen ICD-10-GM „Umschriebene Entwicklungsstörungen schulischer Fertigkeiten“ (1994). Aufgenommen wurde dies auch im deutschsprachigen Raum seit den 1960er-Jahren. Seitdem gab es einige Versuche neben der internationalen Klassifikationen seit 1948, den Begriff noch anders zu definieren. Die eingängigste und plausibelste Definition liefert der Pädagoge Gustav Otto Kanter mit der These, dass eine Lernbehinderung ein „langandauerndes, schwerwiegendes und umfängliches Schulleistungsversagen“ bedeutet, das in der Regel mit einer Beeinträchtigung der Intelligenz einhergeht, die jedoch nicht so schwerwiegend ist, dass es sich um einen Fall von geistiger Behinderung handelt.
„Im Sinne“ („sensu“) Kanters präzisiert Karl-Heinz Eser 2005 diese Definition: „Lernbehinderung ist ein breites und vielschichtiges Grenzsyndrom sensu Kanter auf dem Kontinuum zwischen ‚Geistiger Behinderung‘ im engeren Sinne und ‚Normalentwicklung‘, ohne eine qualitativ eigene, eindeutige und klar abgrenzbare Störungskategorie zu bilden“, also eine „Behinderung auf den zweiten Blick“. Laut Eser entspricht der deutschsprachige Begriff „Lernbehinderung“ in etwa dem englischsprachigen Begriff „Borderline Intellectual Functioning“ (wörtlich: „grenzwertige intellektuelle bzw. geistige Leistungsfähigkeit“; vgl. den entsprechenden veralteten Begriff der Grenzdebilität). Das britische Verständnis von „Learning Disability“ (LD) steht dem deutschen näher als das amerikanische, das sich vor allem auf Teilleistungsstörungen (etwa Legasthenie und Dyskalkulie) bezieht.
Von praktischer Bedeutung ist der Begriff der „Lernbehinderung“ vor allem bei der Feststellung eines Anspruchs auf ein sonderpädagogisches Bildungs- und Unterstützungsangebot im Förderschwerpunkt Lernen an einer Förderschule oder allgemeinen Schule. Auch bei Erwachsenen macht sich eine als „Lernbehinderung“ diagnostizierte Schwäche in der Kindheit und Jugend noch negativ bemerkbar, vor allem auf dem Arbeitsmarkt sowie bei den Themen Gesundheit und Strafrecht.

## Medizinische Diagnosekriterien

### ICD-10-Klassifikation
In der ICD-10-Klassifikation gibt es verschiedene Umschreibungen für den Lernbehinderung genannten Sachverhalt, den es auch unter dieser Bezeichnung im ICD-10-Kodex im Alphabetischen und Systematischen Verzeichnis gibt. Die für eine „Lernbehinderung“ typischen Störungen werden unter die Entwicklungsstörungen gerechnet und tragen die Chiffre ICD-10 F81. Diese wurden genauer von der WHO beschrieben.
Lernbehinderungen können mit Entwicklungsstörungen verbunden sein, die nach der ICD10 mit den Ziffern F80-F89 Entwicklungsstörungen klassifizierbar sind insofern sie im Kleinkindalter beginnen und mit einer Entwicklungseinschränkung oder -verzögerung von Funktionen einhergehen, die eng mit der biologischen Reifung des Zentralnervensystems verknüpft sind und einen stetigen Verlauf ohne Remissionen und Rezidive haben. Sie können die Sprache, die visuellräumlichen Fertigkeiten und die Bewegungskoordination betreffen.
Mit der Ziffer F81 werden Entwicklungsstörungen schulischer Fertigkeiten erfasst, bei denen die normotypischen Muster des Fertigkeitserwerbs von frühen Entwicklungsstadien an gestört sind soweit sie nicht primär Folge eines Mangels an Gelegenheit zu lernen sind, sondern durch Intelligenzminderung oder erworbenen Hirnschädigung oder -krankheit bedingt sind. Die Ursachen sind dabei nicht immer eruierbar.
Spezielle Lernbehinderungen, die auch medizinisch diagnostizierbar sind, sind die Lese-Rechtschreib-Störung, sowie die isolierte Rechtschreibstörung und die Rechenstörung. Weitere diagnostische Einheiten in der ICD10 sind die kombinierten Störungen schulischer Fertigkeiten (F81.3), sonstige Entwicklungsstörungen schulischer Fertigkeiten (F81.8), die entwicklungsbedingte expressive Schreibstörung sowie nicht näher bezeichnete Entwicklungsstörungen schulischer Fertigkeiten.
Die grenzwertige Intelligenz (auch: Debilität oder niedrige Intelligenz) wird in der ICD-10-Klassifikation unter 1|I71905|R41.8|||||Grenzwertige intellektuelle Funktion Alpha-ID-(SE) gesondert aufgeführt. Sie gilt als unterdurchschnittliche Intelligenz mit einer Intelligenzhöhe von 70 bis 85, die für 13,6 Prozent der Bevölkerung kennzeichnend ist. Menschen, denen im deutschsprachigen Raum eine „Lernbehinderung“ bescheinigt wird, haben schon weit vor dem Erwachsenenalter Schwierigkeiten, neue oder komplexe Informationen zu verstehen, neue Fähigkeiten zu erlernen sowie selbständig zurechtzukommen. Sie haben deshalb einen Anspruch auf ein sonderpädagogisches Bildungs- und Unterstützungsangebot an einer Förderschule oder allgemeinen Schule.
Eine medizinische Diagnostik kann auch für sozialmedizinische Entscheidungen von Bedeutung sein und die schulischen und sonderpädagogischen Einschätzungen ergänzen.

#### ICD-11-Klassifikation - deutscher erster Entwurf
In der ICD-Version 11 wird Lernentwicklungsstörung unter 6A03 kodiert und als „erhebliche und anhaltende Schwierigkeiten beim Erlernen akademischer Fähigkeiten“ definiert, die in den ersten Schuljahren auftreten und nicht auf intellektuelle Entwicklungsstörungen, gestörtes Seh- oder Hörvermögen, neurologische oder motorische Störungen, fehlende Bildungsmöglichkeiten, mangelnde Beherrschung der Unterrichtssprache oder psychosoziale Widrigkeiten zurückgeführt werden können.
Unterkategorien:
6A03.0 Lernentwicklungsstörung mit Lesebeeinträchtigung
6A03.1 Lernentwicklungsstörung mit Beeinträchtigung im schriftlichen Ausdruck
6A03.2 Lernentwicklungsstörung mit Beeinträchtigung in Mathematik
6A03.3 Lernentwicklungsstörung mit anderer spezifizierter Beeinträchtigung des Lernens
6A03.Z Lernentwicklungsstörung, nicht näher bezeichnet

### Abweichung vom Behinderungsbegriff der WHO
Die Weltgesundheitsorganisation weist darauf hin, dass im Sozialrecht regelmäßig nur solche Normabweichungen als Behinderung kategorisiert werden, die „ein gesundheitliches Problem als Ausgang“ haben. Demnach sei eine Lernbehinderung nur dann eine Behinderung, wenn die entsprechenden Funktionsstörungen bei dem Kind (in der Rechtsprechung „Funktionsbeeinträchtigungen“ genannt) auf einem Sachverhalt mit Krankheitswert beruhen. Es sei aber in nicht wenigen Fällen zweifelhaft, ob tatsächlich überwiegend „Sachverhalte mit Krankheitswert“ und nicht die Lebensumstände des betreffenden Menschen, insbesondere sein soziales Umfeld, zu dem Verhaltensbild führen, der im deutschsprachigen Raum „Lernbehinderung“ genannt wird.
Das deutsche Bundesministerium für Arbeit und Soziales definiert nicht mehr das Wort „Lernbehinderung“ auf seinen Seiten. Somit muss davon ausgegangen werden, dass es sich an den Behinderungsbegriff der WHO im ICD-10 hält.

## Deutschland

### Merkmale und pädagogischer Kontext
Für den Deutschen Bildungsrat (1973) kommen für die Lernbehindertenschule solche Schüler in Frage, bei denen
- langandauerndes und umfassendes Schulleistungsversagen und
- Minderbegabung vorliegt,

und die deswegen in der Grundschule oder in der Hauptschule nicht ausreichend individuell gefördert werden können.
Man betrachtet Schulprobleme dann als Ausdruck einer Lernbehinderung, wenn folgende Bedingungen erfüllt sind:
1. Die Leistungsrückstände betragen mehr als 2–3 Schuljahre.
2. Die Leistungsrückstände betreffen mehrere Unterrichtsfächer.
3. Sie dauern über mehrere Jahre an.
4. Sie sind nicht Folge eines unzureichenden Lernangebotes oder eines schlechten Unterrichtes.

Allen bisherigen Definitionsversuchen gemein ist, dass der Begriff der Lernbehinderung nur im schulischen Kontext gesehen wird, so dass lediglich ein kleiner Ausschnitt des menschlichen Lernens darin widergespiegelt wird. Schröder (1996) schlägt vor, die Fachterminologie der Lernbehindertenpädagogik auf vier Begriffe zu begrenzen:
- Lernschwierigkeiten treten auf, wenn schulische Leistungen (gleich in welcher Schulart) unterhalb tolerierbarer Abweichungen von Bezugsnormen liegen.
- Lernbeeinträchtigungen „sind deren spezielle Formen, wenn es um Lernanforderungen der Grund- und Hauptschule […] geht.“
- Lernstörungen als die geringere Form der Lernbehinderung, bezogen auf die drei Dimensionen Schwere, Umfang und Dauer.
- Lernbehinderung (wieder nur im Sinne der Schule für Lernbehinderte) als schwerwiegende, umfängliche und dauerhafte Lernbeeinträchtigung.

Im Unterschied zu den Lernschwierigkeiten geht es hierbei also um Probleme bei den von der Gesellschaft definierten Mindestanforderungen. Auffällig ist, dass in dem Text „Empfehlungen zum Förderschwerpunkt Lernen“ der deutschen Kultusministerkonferenz bereits im Jahr 1999 das Wort „Lernbehinderung“ nicht benutzt wird. Verwendet wird nur der Begriff „Schule für Lernbehinderte“ als eingeführte Institutionenbezeichnung. Schüler mit dem Förderbedarf Lernen werden in dem KMK-Beschluss von 1999 eher umschreibend als diagnostizierend als „Kinder und Jugendliche mit einer Lernbeeinträchtigung“ bezeichnet.
Neuere Definitionen dessen, was in Deutschland vor 1999 „Lernbehinderung“ genannt wurde, versuchen von monokausalen Erklärungsansätzen abzurücken. Viel zu starr wurden in der Vergangenheit Schüler nach IQ-Werten einsortiert. Von Baier (1982) stammt dabei das Zitat:

„Es gibt kein eindeutiges Merkmal, das Lernbehinderung als eine in sich geschlossene Gruppe von Nicht-Lernbehinderten unterscheiden lässt. Abgrenzungsprobleme bestehen nicht nur gegenüber Schülern mit Lernschwierigkeiten […] oder mit Lernstörungen […], sondern auch zu anderen Behindertengruppen wie zum Beispiel den Verhaltensgestörten und in Einzelfällen auch zu den geistig Behinderten. Eine Lernbehinderung ist dabei oft auch mit Verhaltensproblemen, Sprachauffälligkeiten oder Hörbeeinträchtigungen verbunden und kann sich sekundär aus diesen primären Beeinträchtigungen entwickeln.“

Der multikausale Ansatz rückt dabei bei Baier in den Mittelpunkt, wenn er Lernbehinderung definiert als „multifaktoriell bedingte biosoziale Interaktions- und Kumulationsprodukte“, die sich im schulischen Kontext negativ niederschlagen.

### Statistik
„Menschen mit Lernbehinderung“ sind innerhalb weniger Jahre eine der größten Klientengruppen der Integrationsfachdienste geworden. Der Anteil der als (meist lern-)behindert eingestuften Schüler an der Zahl ihrer Klienten stieg von 1,8 Prozent im Jahr 2005 auf 22,1 Prozent im Jahr 2018 an. Der Anteil der Menschen mit der „Diagnose“ Lern- bzw. geistige Behinderung hat sich von 2005 auf 2015 von 10,2 auf 20,6 Prozent mehr als verdoppelt. Im Jahr 2018 gab es in Deutschland 194.910 Schüler mit diagnostizierter Lernbehinderung (einschließlich des kombinierten Förderschwerpunkts Lernen, Sprache, emotionale und soziale Entwicklung) in Förderschulen und allgemeinen Schulen – mit großen Schwankungen zwischen den Bundesländern. Das sind 35,8 % aller Schüler mit sonderpädagogischem Förderbedarf.

### Schulkonzepte
In den 1960er Jahren wurden Schulen, die Menschen „mit einer Lernbehinderung“ besuchen sollten, Hilfsschulen genannt, bevor die entsprechenden Einrichtungen in Sonderschulen und später noch in Förderschulen bzw. Förderzentren umbenannt wurden. Bereits 1999 hob die KMK ihren Beschluss vom 17. November 1977, ihre „Empfehlungen für den Unterricht in der Schule für Lernbehinderte (Sonderschule)“, auf. In den „Empfehlungen zum Förderschwerpunkt Lernen“ vom 1. Oktober 1999 wird ausdrücklich die Möglichkeit angesprochen, dass Schüler mit einem sonderpädagogischen Förderbedarf in „allgemeinen Schulen“ unterrichtet werden können.
Nach Unterzeichnung der UN-Behindertenrechtskonvention durch Deutschland im Jahr 2009 hat sich in allen Ländern und Parteien die Einsicht durchgesetzt, dass die Konvention Eltern einen Rechtsanspruch darauf gibt, dass ihre behinderten bzw. beeinträchtigten Kinder an Regelschulen unterrichtet werden. Strittig ist aktuell nur die Frage, ob sie ein „Wunsch- und Wahlrecht“ haben, d. h., ob sie darauf bestehen können, dass ihre Kinder nicht dort, sondern an einer Förderschule unterrichtet werden können.
Nach Klarstellung durch das Bundesministerium für Arbeit und Soziales unter Mitwirkung der Kultusministerkonferenz vom 15. Januar 2016 an das Büro des Hochkommissars für Menschenrechte in Genf ist für Deutschland unstrittig, dass Eltern ein „Wunsch- und Wahlrecht“ haben, d. h. dass sie darauf bestehen können, dass ihre Kinder an einer Förderschule oder allgemeinen Schule unterrichtet werden.

### Abgrenzung zu Lernschwierigkeiten
Lernschwierigkeiten liegen nach Weinert & Zielinski (1977) vor, wenn „die Leistungen eines Schülers […] unterhalb der tolerierbaren Abweichungen von verbindlichen institutionellen, sozialen, individuellen Bezugsnormen liegen oder das Erreichen (bzw. Verfehlen) von Standards […] mit Belastungen verbunden [ist], die zu unerwünschten Nebenwirkungen im Verhalten, Erleben oder Persönlichkeitsentwicklung des Lernenden führen.“
Laut einer Untersuchung der Universität Göttingen sind 20 bis 25 Prozent aller Kinder und Jugendlichen von Lernschwierigkeiten betroffen. Lernschwierigkeiten haben also neben den traditionell als „geistig behindert“ und den als „lernbehindert“ Eingestuften auch viele Menschen, die nicht als „behindert“ gelten. Dies gilt insbesondere für viele Jugendliche, die als „nicht ausbildungsreif“ eingestuft werden.

### Definition/Diagnostik von Minderbegabung
Unter Schülern mit Minderbegabung ordnete der Deutsche Bildungsrat solche mit einem IQ zwischen 55 und 85 ein. Der IQ wird dabei mit einem standardisierten Intelligenztest, zum Beispiel dem HAWIK ermittelt. Andere Autoren nennen ähnliche Kriterien, jedoch mit leichten Verschiebungen innerhalb des IQ-Bereiches, so etwa Wegener (1969), der „leichtere Grade der Begabungsminderung“ in einem Bereich von IQ 70 bis 89 verortet. Menschen mit einer geringen Intelligenz (auch als Grenzdebilität oder niedrige Intelligenz) werden oft allein wegen dieses Sachverhalts als „Lernbehinderte“ eingestuft.
In der ICD-10-Klassifikation gilt ein IQ von 50 bis 69 als Leichte Intelligenzminderung; die Chiffre lautet ICD-10 F7. Dieses Intelligenzniveau entspräche bei einem Erwachsenen einem Intelligenzalter von etwa 9 bis unter 12 Jahren. Zitat: „Viele der Betroffenen können arbeiten, gute soziale Beziehungen unterhalten und ihren Beitrag zur Gesellschaft leisten.“
Hans Weiß weist allerdings darauf hin, dass es auch durchschnittlich intelligente Lernbehinderte gibt (einschließlich solche mit einem IQ über 100).

### Die Anwendung des BegriffsLernbehinderungaußerhalb des Bildungssektors
Seit der Reform des Dritten Buches Sozialgesetzbuch, durch das die Arbeitsförderung geregelt wird, zählen laut § 19 Abs. 1 auch „Lernbehinderte“ zu dem Personenkreis, deren Teilhabe am Berufsleben gefördert werden muss. Dabei handele es sich „nicht um Lernstörungen, die befristet als leichte Lernschwächen zum Ausdruck kommen, und auch nicht um Beeinträchtigungen, die nicht von Dauer oder nicht breit angelegt sind. Es geht vielmehr um nachhaltig von Gleichaltrigen abweichende Verhalten und Leistungen von Jugendlichen und jungen Erwachsenen, die eine berufliche Integration auf Dauer erschweren können. Lernbehinderte Menschen gehören ausweislich des Wortlautes des Abs. 1 [von § 19 SGB III] unmittelbar zum Personenkreis der behinderten Menschen im arbeitsförderungsrechtlichen Sinne. Es liegt nicht lediglich eine Gleichstellung vor.“
Ein Problem besteht laut dem Diplom-Psychologen und Bundesgeschäftsführer der Verbandes zur Förderung Lernbehinderter Rudolf C. Zelfel darin, dass „der erwachsene Sohn oder die Tochter […] immer noch in unterschiedlichem Ausmaß die Hilfe der Eltern [brauchen]. Die Kinder sind in den meisten Fällen eigentlich nie selbständig geworden, meist, weil sie es nicht können oder wollen. Zudem reicht ihr Verdienst nicht zu einer eigenen Wohnung oder selbständigen Lebensführung. Sie haben in der Regel wenige Freunde und soziale Kontakte. Eltern und erwachsene Kinder sind zwangsweise eine ‚symbiotische Beziehung auf Dauer‘ eingegangen. Es gibt zahlreiche Anlässe, wo die Hilfe der Eltern wiederum gefragt ist. Arbeitsplatzverlust, Verträge, komplizierte Anträge, Umgang mit Banken und Geld.“
Zelfel schätzt, dass es in Deutschland 800.000 bis 1 Million lernbehinderte Menschen aller Altersstufen gebe. Die Zahl nicht mehr schulpflichtiger Lernbehinderter wird nicht amtlich erfasst.
Karl-Heinz Eser korrigierte 2020 diese Schätzung nach oben. In einem Altersmix liegt der Anteil lernbehinderter Menschen an der aktuellen (2019) deutschen Bevölkerung bei ca. 2,3 Prozent  – das entspricht ca. 1,9 Millionen Personen. Wenn zusätzlich gewisse Schätzunsicherheiten veranschlagt werden, kann man von insgesamt 1,8 bis 2,0 Millionen Menschen mit Lernbehinderung ausgehen.
Einen Hinweis auf die Plausibilität dieser Schätzung findet man in der nationalen Gesundheitsberichterstattung des Robert Koch-Instituts, die die Anzahl von Menschen mit einem leichten Grad der Behinderung (GdB kleiner 50) bei 2.684 Millionen oder 3,3 Prozent sieht. Ein bedeutender Teil dieser Kategorie dürften Menschen mit Lernbehinderung sein.

### Kritik

#### Lernbehinderung als Passungsproblem
Ob ein Kind als lernbehindert eingestuft wird, ist nur zu einem Teil eine Frage der Persönlichkeitsmerkmale und des Lernstandes des jeweiligen Kindes. Eine ebenso entscheidende Rolle spielen die Möglichkeiten der allgemeinen Schule (alle Schulen außer der Förderschule). Je besser diese die Kinder fördern kann, umso weniger Kinder werden als „dort nicht förderbar“ ausgegliedert.
Lernbehinderung oder entsprechende Nachfolgebegriffe beschreiben nach Hans Eberwein folglich nicht ein individuelles Merkmal oder gar einen umrissenen Personenkreis, sondern den Zustand mangelnder Passung von individuellem Lernbedarf und schulischem Angebot. Damit gibt es keinen im Wortsinne absoluten Personenkreis Lernbehinderte.

#### Die Kategorie Lernbehinderung als Grundlage der Berufsausübung von Pädagogen
Das Festhalten am Konzept „Lernbehinderung“ erklären Dieter Katzenbach und Joachim Schröder folgendermaßen: „Auch wenn es nach einer über dreißig Jahre währenden Diskussion bis heute nicht gelungen ist, das Phänomen der Lernbehinderung auch nur einigermaßen präzise zu definieren, wird dennoch an dieser Kategorie, wenn auch unter ständig wechselnden Bezeichnungen, eisern festgehalten. Dies müssen wir als Sonderpädagogen auch tun, solange wir unser Expertentum über eine bestimmte Subpopulation von Schülern definieren.“ Wenn man hingegen dem Motto folge: „Die Experten zu den Kindern und nicht die Kinder zu den Experten!“, werde der Begriff „Lernbehinderung“ überflüssig.

#### Förderschulen als logische Konsequenzen des Gegliederten Schulsystems
Die Gewerkschaft Erziehung und Wissenschaft urteilt: „Schulen für Lernbehinderte gibt es nur in den deutschsprachigen Ländern. Sie sind eine Konsequenz des selektiven Schulsystems. Wer einmal mit Sortieren beginnt, kann nicht mehr aufhören. Dies hat zwei Gründe: Zum einen ist das Ideal der homogenen Lerngruppe faktisch nicht zu erreichen, wird aber dennoch nicht aufgegeben und zum zweiten macht die Schülerzusammensetzung in den „unteren“ Schulformen die pädagogische Arbeit so schwierig, dass sich die Lehrkräfte Entlastung durch weiteres Aussortieren versprechen.“

### Abschaffung von Spezialeinrichtungen
Über die Zukunft der Sonderschulen bzw. Förderschulen mit dem Förderschwerpunkt Lernen wird in den verschiedenen Ländern Deutschlands intensiv gestritten. Auffällig bei aktuellen Auseinandersetzungen innerhalb Deutschlands ist es, dass (anders als in Österreich oder in der Schweiz) das Wortfeld „lernbehindert“ immer seltener benutzt und durch die Formulierung „sonderpädagogischer Bedarf im Förderschwerpunkt Lernen“ ersetzt wird.
Die Abschaffung der Förderschule für Schüler mit dem Förderschwerpunkt Lernen in den Jahrgängen 1 bis 4 wurde bereits 2012 von der damaligen schwarz-gelben niedersächsischen Landesregierung initiiert. Am 12. März 2012 beschloss der Niedersächsische Landtag mit großer Mehrheit, für die Jahrgangsstufen 1–4 die Institution der Förderschule mit dem Förderschwerpunkt Lernen abzuschaffen. Die damalige rot-grüne niedersächsische Landesregierung teilte in Punkt 4.2.11 des „Aktionsplans Inklusion für Niedersachsen“ vom 26. Januar 2017 mit, dass sie Schulen mit dem Förderschwerpunkt Lernen vollständig schließen wolle. Mit Beginn des Schuljahres 2017/2018 gab es in Niedersachsen an noch bestehenden Förderschulen dieses Typs die Jahrgangsstufe 5 nicht mehr.
Bereits 2014 hatte der Philologenverband Niedersachsen vor einer „Totalinklusion“ aller als behindert geltenden Kinder gewarnt. Auf Befragung der Zeitschrift „E&W. Erziehung und Wissenschaft Niedersachsen“, herausgegeben von der Gewerkschaft Erziehung und Wissenschaft, gab die CDU im Vorfeld der Landtagswahl am 15. Oktober 2017 an, dass „die vollständige Abschaffung der Förderschule Lernen“ ein „schwere[r] Fehler“ gewesen sei, „der daher umgehend korrigiert werden“ müsse (nach Erlangung einer Regierungsmehrheit Ende 2017). Die bis Oktober 2017 in Niedersachsen regierenden Parteien SPD und Bündnis 90/Die Grünen hingegen hielten laut der o. g. Befragung durch die GEW am Projekt „Abschaffung der Förderschulen Lernen“ fest, da, wie es auch die GEW sieht, ein „Doppelsystem im Förderbereich Lernen die Personalausstattung für inklusive Schulen und Förderschulen verschlechtert“.
Nach der Landtagswahl wurde in der zwischen der SPD und der CDU getroffenen Koalitionsvereinbarung verabredet, dass die schulische Inklusion fortgeführt und „im Sinne des individuellen Kindeswohls“ zum Erfolg geführt werden solle. Vereinbart wurde auch, dass den Förderschulen Lernen im Sekundarbereich I auf Antrag des Schulträgers und entsprechend dem Bedarf sowie der Nachfrage für eine Übergangszeit noch bis spätestens 2028 Bestandsschutz gewährt werden könne. Letztmals können damit Schüler im 5. Jahrgang im Schuljahr 2022/2023 eingeschult werden.
In anderen Ländern werden Schulen für Kinder und Jugendliche, denen ein Bedarf an sonderpädagogischer Unterstützung bescheinigt wurde, nach und nach geschlossen. Dies oftmals mit der Begründung, dass die betreffende Schule in Zukunft wegen der Entscheidung anderer Eltern für eine Regelschule, teilweise aber auch aus demographischen Gründen (kleiner werdende Schülerjahrgänge) nicht mehr die erforderliche Mindestgröße haben werde. In den meisten Fällen können Eltern daraufhin ihre Kinder entweder in einer weiter entfernten Schule oder in einer Regelschule anmelden. So beschloss z. B. der Landtag von Nordrhein-Westfalen mit Wirkung vom 1. August 2014, dass einerseits „Schülerinnen und Schülern mit einem Bedarf an sonderpädagogischer Unterstützung […] grundsätzlich immer ein Platz an einer allgemeinen Schule angeboten werden“ solle und andererseits „alle Förderschulen mit Förderschwerpunkt Lernen, die zum Stichtag 1. August 2015 die erforderliche Mindestschülerzahl von 144 nicht vorweisen können“, geschlossen werden sollen. Nach dem Regierungswechsel in Nordrhein-Westfalen im Mai 2017 kündigte Ministerpräsident Armin Laschet (CDU) an, in seinem Zuständigkeitsbereich keine weiteren Schließungen von Förderschulen zu genehmigen. Nach einer Umfrage des Kölner Stadtanzeigers im Sommer 2017 meinten 72 Prozent der Leser: „Alle leiden unter der Inklusion, das Konzept ist gescheitert.“
Die SPD, die CDU und die Linken im mecklenburgisch-vorpommerschen Landtag beschlossen 2011: „Im Schulfrieden für Inklusion bekräftigten die Fraktionen ihre Absicht, verlässliche Rahmenbedingungen zu schaffen, damit Schulen auch über die laufende Wahlperiode hinaus langfristig planen und konzeptionell arbeiten können.“ Damit wird mittelfristig Schulen für Menschen mit einem sonderpädagogischen Bedarf im Förderschwerpunkt Lernen eine Bestandsgarantie gegeben.

## Österreich
In Österreich gibt es die Kategorie des „sonderpädagogischen Förderbedarfs aufgrund einer Lernbehinderung“ bei Schulpflichtigen.
In Österreich besuchten bereits im Schuljahr 2006/2007 mehr als 50 Prozent aller Schüler mit sonderpädagogischem Förderbedarf Regelschulen. Das österreichische Bildungsforschungsinstitut BIFIE urteilt: „Abhängig von Traditionen sowie grundlegenden Werten und Haltungen der Beteiligten konnten bei identischen Gesetzen einerseits ein fast inklusives Schulsystem wie in der Steiermark aufgebaut, andererseits aber auch Sonderschulstrukturen wie in Niederösterreich beibehalten werden. Die anfangs herrschende Polarität zwischen Integrationsbefürworter/inne/n und -gegner/inne/n konnte damit befriedet werden. Für die Bildungspolitik stellt sich die Frage, inwiefern dieses Nebeneinander an unterschiedlichen Zielkonzeptionen und Organisationsansätzen sonderpädagogischer Beschulung erstrebenswert ist oder nicht. Wird das nur mit unterschiedlichen Haltungen und Traditionen erklärbare Nebeneinander als erwünschter Ausdruck der Vielfalt, als Widerspiegelung des politischen Mainstreams, eingeschätzt, der die grundsätzliche Parallelität von integrativen und segregativen Formen anerkennt und die großen bildungspolitischen Spielräume der Länder und Bezirke unter dem Stichwort der Flexibilität beibehalten will, scheint sich momentan kein grundsätzlicher Handlungsbedarf für die Bildungspolitik und -administration zu ergeben.“
Das österreichische Bundesministerium für Bildung stellt in seinen 2016 herausgegebenen „Richtlinien für Differenzierungs- und Steuerungsmaßnahmen im Zusammenhang mit der Feststellung des sonderpädagogischen Förderbedarfs (SPF)“ fest:
„Die Abklärung, ob Lernprobleme oder eine Lernbehinderung vorliegen, hat grundsätzlich innerhalb der Grundschule zu erfolgen. Die frühzeitige Beratung durch das Zentrum für Inklusiv- und Sonderpädagogik (ZIS) leistet dazu einen wesentlichen Beitrag. Die zeitgerechte Kontaktaufnahme für eine sonderpädagogische Abklärung liegt in der pädagogischen Verantwortung der Klassenlehrerin/des Klassenlehrers und der Schulleitung.
Bei Schülerinnen und Schülern, die ohne Vorliegen einschlägiger medizinischer oder psychologischer Hinweise auf eine Behinderung in die Volksschule aufgenommen werden, ist im Falle einer Beeinträchtigung des Lernens zwischen Lernproblemen (wie z. B. Teilleistungsschwächen) und einer Lernbehinderung, der eine physische oder psychische Behinderung zugrunde liegt, zu unterscheiden. Nur im Falle einer nachweislich diagnostizierten Lernbehinderung ist der sonderpädagogische Förderbedarf zulässig.“
Das Ministerium geht also davon aus, dass es „Lernbehinderungen“ gebe, die eindeutig von Psychologen oder Medizinern diagnostiziert werden können. Aus dem Ergebnis entsprechender Untersuchungen ergibt sich aber nicht die Empfehlung, Schüler mit einer (im medizinischen Sinn) „positiven Diagnose“ an einer Sondereinrichtung zu beschulen, sondern die Bereitschaft der Schulbehörde, zusätzliche finanzielle und Sachmittel für eine bessere Förderung des betreffenden Schülers, auch und vor allem an einer Regelschule, bereitzustellen.

## Schweiz
In der Schweiz ist die Schulung von Kindern und Jugendlichen mit Behinderungen Teil des öffentlichen Bildungsauftrags. Noch Anfang des 20. Jahrhunderts musste das Recht auf Bildung für Behinderte von Eltern und Fachleuten erkämpft werden. Bis in die 1970er Jahre dauerte die schrittweise Anerkennung der Bildbarkeit auch für Kinder mit schwereren Behinderungen. Grundsätzlich ist die schulische Integration bis heute nicht rechtlich einklagbar; entsprechende Forderungen an die Politik ergeben sich lediglich indirekt aus Art. 8 (Abs. 2) der Bundesverfassung: «Niemand darf diskriminiert werden, namentlich nicht […] wegen einer körperlichen, geistigen oder psychischen Behinderung.»
Das Behindertengleichstellungsgesetz vom 13. Dezember 2002 verpflichtet die Kantone zu einer an die besonderen Bedürfnissen der Kinder und Jugendlichen mit Behinderung angepassten Grundschulung. Aus der Verpflichtung zu einer Grundschulung ergibt sich der Absatz 2 mit der Verpflichtung, nach Maßgabe und Wohl der einzelnen Schüler eine Integration in die Regelschule anzustreben. Wahrnehmungs- oder artikulationsbehinderte Kinder und Jugendliche und ihnen besonders nahe stehenden Personen haben das Recht auf das Erlernen einer auf die Behinderung abgestimmten Kommunikationstechnik.

### Umsetzung von schulischer Integration
Die Verantwortung für die Umsetzung integrativer Bildung liegt weitgehend bei den Kantonen. Um trotz kantonaler Zuständigkeit ein vereinheitlichtes Integrationsangebot zu gewährleisten, wurde im Oktober 2007 eine Interkantonale Vereinbarung über die Zusammenarbeit im Bereich der Sonderpädagogik beschlossen. Sie gewährt in den teilnehmenden Kantonen allen Kindern und Jugendlichen unter definierten Voraussetzungen eine sonderpädagogische Förderung ab Geburt bis zum vollendeten 20. Lebensjahr. Das Angebot gliedert sich in die folgenden Maßnahmen:
- sonderpädagogisches Grundangebot (Art. 4)
  - Beratung und Unterstützung, heilpädagogische Früherziehung, Logopädie und Psychomotorik
  - sonderpädagogische Maßnahmen in einer Regelschule oder in einer Sonderschule
  - Betreuung in Tagesstrukturen oder stationäre Unterbringung in einer sonderpädagogischen Einrichtung
- Verstärkte Maßnahmen im Fall einer Ermittlung eines zusätzlichen individuellen Bedarfs (Art. 5)

Die schulische Integration läuft normalerweise über die Regelschule am Wohnort. Zu den ergänzenden Angeboten gehören Sonderschulen mit Einzelschulung oder Sonderklassen, oft auch «Kleinklassen» genannt. Sonderschulen können in kantonsübergreifenden Schulzentren geführt werden. Integrationsklassen gibt es in den Kantonen Basel, Basel-Landschaft und Zürich.
Maßnahmen zur Integration und zur Inklusion von Kindern mit einem sonderpädagogischen Förderbedarf sind in der Schweiz in einem besonderen Umfang von der Akzeptanz betroffener Eltern abhängig, da Schweizer Staatsbürger als Stimmbürger in der Konkordanzdemokratie der Schweiz die eigentliche Opposition darstellen. Dort ist es relativ leicht, Referenden auf bundesstaatlicher, kantonaler und lokaler Ebene zu initiieren, so dass fast alle Beschlüsse des Staates und der Kommune relativ leicht per Beschluss der Bürger rückgängig gemacht werden können.

### Kritik
Kritik an der Förderung von Kindern und Jugendlichen mit „Lernbehinderung“ entzündet sich vorwiegend an der Frage, ob Kinder und Jugendliche mit „Lernbehinderung“ durch die schulische Integration oder durch eine separate Unterrichtung besser gefördert werden. Ähnlich wie in Deutschland kommen Kinder und Jugendliche mit Lernschwächen aus sozioökonomisch benachteiligten Milieus und haben häufig auch einen Migrationshintergrund. Im Rahmen einer Langzeitstudie wurden die gesellschaftlichen Perspektiven im Anschluss an die Schullaufbahn untersucht. Grundlage waren Daten aus Nationalfondsprojekten von 12 Jahren, die mit Daten aus dem jungen Erwachsenenalter aus einer erneuten Untersuchung verglichen und 2011 publiziert wurden. Dabei ergaben sich für die sonderpädagogische Förderung an Sonderklassen folgende Nachteile:
- Sonderklassen haben negative berufliche Auswirkungen auf den Zugang zu einer beruflichen Ausbildung und zu anspruchsvolleren Berufen; Während drei Jahre nach der Schulzeit 25 % der ehemaligen Abgänger aus Sonderklassen keinen beruflichen Zugang gefunden haben, sind es bei der Vergleichsgruppe lediglich 6 %.
- Sonderklassen beeinträchtigen nachhaltig das Selbstwertgefühl und die soziale Integration
- Sonderklassen machen anfällig für Ausländerfeindlichkeit, Schüler an Regelschulen entwickeln eine deutlich positivere Einstellung gegenüber Ausländern

Die Forscher ziehen in der Studie die bildungspolitische Schlussfolgerung, die Abschaffung der Sonderklassen sei unumgänglich. Während die deutsche Bildungspolitik ihre Position ändern müsse, wurde eine ähnliche Forderung für die Schweiz rund drei bis vier Jahre nach der Unterzeichnung der Interkantonalen Vereinbarung noch nicht formuliert. Die «Etikettierung der von Chancenungerechtigkeit betroffenen Kinder und Jugendlichen als Lernbehinderte verschleiert den Aspekt der sozialen Benachteiligung» und habe jahrzehntelang als «scheinwissenschaftliche Rechtfertigung der Sonderklassen und der beruflichen Selektion gedient.»
Die These, dass sich die Schweiz in einer grundlegend anderen Rechtsposition als Deutschland befinde, wird heute dadurch in Frage gestellt, dass auch die Schweiz (am 15. Mai 2014) der UN-Behindertenrechtskonvention beigetreten ist.

## Liechtenstein
In Liechtenstein gelten seit dem 1. August 2012 die dort so genannten beiden Arten der „Sonderschulung“, nämlich die „integrative Sonderschulung in der Regelschule (SiR)“ und die „separative Sonderschulung in der Sonderschule (SiS)“, rechtlich als gleichwertige Maßnahmen. Mit einem „standardisiertes Abklärungsverfahren (SAV)“ genannten Verfahren stellt der Schulpsychologische Dienst in Liechtenstein fest, ob er eine Sonderschulung, eine „verstärkte Massnahme“, für angezeigt hält. Entscheidend für die Schulwahl ist nach Aussagen des „Schulamts Fürstentum Liechtenstein“ das Wohl des Kindes.
Liechtenstein orientiert sich in seiner Schulpolitik stark an Vorgaben in der Schweiz. Es ist der „Interkantonalen Vereinbarung für soziale Einrichtungen (IVSE)“ in einem ersten Schritt am 1. Januar 2006, in einem zweiten Schritt am 1. Januar 2010 beigetreten. Die IVSE ist ein Konkordat, welches die Aufnahme von Personen mit besonderem Betreuungs- und Förderbedarf in geeigneten Einrichtungen außerhalb ihres Wohnkantons oder außerhalb von Liechtenstein bzw. von Schweizern in Liechtenstein ohne Erschwernisse ermöglicht. Eine Besonderheit Liechtensteins besteht darin, dass es in seinen Sonderschulen einen hohen Anteil von Schülern gibt, die aus der Schweiz dorthin einpendeln. Als akzeptabel gelten bis zu einem Drittel der Schülerschaft.

## Südtirol
Anders als in vielen Großstädten Italiens hat es in Südtirol nie Sonderschulen gegeben. Einige Schüler mit einem sonderpädagogischen Förderbedarf besuchten früher Sonderschulen im österreichischen Nordtirol, andere besuchten die örtliche Volksschule, allerdings gab es auch Kinder, die keine Schule besuchten. 1977 wurde italienweit die Sonderschule als Schulform abgeschafft.
1962 wurde in Italien die Einheitsmittelschule eingeführt, die inzwischen von allen 6–14-Jährigen besucht wird. Mit der Gründung dieser Schulform wurde zunächst der integrative, später der inklusive gemeinsame Unterricht aller Schüler zum Normalfall.
In Südtirol ist der Begriff „Lernbehinderung“ ungebräuchlich. Dort ist (auf Deutsch) von „spezifischen schulischen Lernstörungen“ die Rede. Den Umgang mit diesen Störungen regelt das Ministerialdekret Nr. 5669 vom 12. Juli 2011. In den Genuss einer speziellen Förderung kommen die Kinder laut Artikel 3 Absatz 2 des Dekrets, wenn ihre Eltern im Kindergarten oder in der Regelschule eine „Diagnosebescheinigung“ abgegeben haben. Als spezifische schulische Lernstörungen gelten die Dyslexie, die Dysgraphie und Dysorthographie, die Dyskalkulie sowie kombinierte Störungen schulischer Fertigkeiten. Das Vorliegen dieser Symptome wird durch die Beobachtung der atypischen Leistungen sowie die Beobachtung der Lernstile festgestellt. Falls das Fremdsprachenlernen (Schüler in Südtirol werden üblicherweise bilingual unterrichtet) beeinträchtigt ist, können Schüler mit Lernstörungen von bestimmten fremdsprachlichen Leistungstests befreit werden.

## Ostbelgien
Bis 1998 besuchten deutschsprachige „Schüler mit erheblichen Lernschwierigkeiten, mit einer leichten bis schweren geistigen Behinderung oder auch mit körperlichen Schwächen“ eine der vier Sonderprimarschulniederlassungen bzw. eine Sondersekundarschule in der Deutschsprachigen Gemeinschaft Belgiens. Nach Bedarf wird in diesen Primarschulniederlassungen auch eine Kindergartenklasse organisiert. Für Schüler mit erhöhtem Förderbedarf bestehen Abkommen mit Bildungseinrichtungen in Nordrhein-Westfalen, insbesondere Aachen, für den Unterricht für Kinder mit besonderen physischen Beeinträchtigungen, so z. B. Seh- oder Hörschäden; denn ein auf die Bedürfnisse sehgeschädigter und blinder sowie hörgeschädigter und gehörloser Schüler maßgeschneiderter Sonderschulunterricht kann in Ostbelgien Schülern mit Deutsch als Muttersprache nicht angeboten werden.
Seit 1998 besteht für Schüler mit sonderpädagogischem Förderbedarf die Möglichkeit, in der für sie maßgeblichen Regelgrundschule integriert zu werden.
Dabei unterscheiden Grundschulen zwischen „Kinder[n] mit Behinderungen“ und „lernbehinderte[n] Kinder[n]“. Durch den Sprachgebrauch wird deutlich, dass in Belgien „Lernbehinderungen“ nicht als Behinderungen im engeren Wortsinn eingeordnet werden. Beide Gruppen beeinträchtigter Schüler hätten, so die Verwaltung der Stadt Eupen, „ihren Platz in unserer Schule“.